# Vinyl on Demand
Vinyl on Demand (VOD) ist ein kleines Label aus Friedrichshafen am Bodensee, das 2003 von Frank Maier gegründet wurde. Es veröffentlicht jährlich mehrere Vinyl-Box-Sets bzw. Vinyl-LPs  (seit 2012 auch CDs) mit unveröffentlichten Aufnahmen oder vergriffenen Tapes und LPs von Industrial, Elektronik, Punk- und Experimentalbands der 80er.

## Künstler (Auswahl)
- S.Y.P.H.
- Die Tödliche Doris
- P16.D4
- Hermann Kopp
- No More
- Frieder Butzmann
- Asmus Tietchens
- The Legendary Pink Dots
- SPK
- Hermann Nitsch
- Nurse with Wound
- Psychic TV
- Current 93
- Laibach
- Clock DVA
- Conrad Schnitzler
- Stratis
- Merzbow
- P1/E

2005 erschien bei Vinyl on Demand nach 25 Jahren erstmals ein Vinyl-Tonträger mit Aufnahmen des legendären Berliner Festivals Genialer Dilletanten von 1981 auf dem neben Gudrun Gut, Max Müller auch Die Tödliche Doris und Einstürzende Neubauten auftraten.